# Ernesto España
Ernesto España (La Flor de Los Hicoteos, Venezuela; 7 de noviembre de 1954) es un ex boxeador venezolano, campeón mundial de peso ligero de la AMB de 1979 a 1980.

## Trayectoria
Se convirtió en boxeador profesional en 1975 y ganó todos sus combates, excepto uno antes del combate por el título de peso ligero de la Asociación Mundial de Boxeo que había quedado vacante por la renuncia de su campeón, Roberto Durán. España noqueó a Claude Noel en la decimotercera ronda para ganar el título. Lo defendió una vez, noqueando a Johnny Lira, antes de perder el título ante Hilmer Kenty por nocaut en marzo de 1980. En una revancha en septiembre, Kenty noqueó a España nuevamente.
En 1981, venció al futuro campeón Arturo Frías. Cuando Frías ganó el título ligero de la Asociación Mundial de Boxeo, España lo desafió, pero se Frías vengó de su única derrota y ganó una decisión técnica sobre España en 1982. La siguiente pelea de España fue otro desafío para el título de peso ligero de la Asociación Mundial de Boxeo, pero esta vez Ray Mancini lo noqueó en seis asaltos en julio de 1982. España nunca volvió a pelear por un título mundial y se retiró en 1988. Su hermano Crisanto España ganó el título mundial de peso wélter en 1992, y lo retuvo hasta 1994.
| Predecesor: Roberto Durán | Campeón mundial de peso ligero 1979 - 1980 | Sucesor: Hilmer Kenty |